# Miguel van Assen
Miguel Uriel van Assen (30 luglio 1997) è un triplista surinamese.

## Biografia
Van Assen debutta internazionalmente ancora quindicenne ai Giochi CARIFTA di Bermuda come atleta ospite dal Suriname, classificandosi secondo nel salto triplo. L'anno seguente, nella stessa competizione, in tutta ufficialità ha conquistato due medaglie d'oro e partecipato alla finale dei Mondiali allievi in Ucraina. Ha debuttato tra i seniores nel 2014, prendendo parte ai Giochi sudamericani in Cile, classificandosi quarto nel salto triplo, ciononostante l'anno è stato prolifico in quanto si è classificato primo sia ai Campionati CAC under 18 in Messico sia ai Giochi olimpici giovanili di Nanchino. Nel 2017, prima di affrontare il suo primo Mondiale, a Londra - dove non è andato oltre le qualificazioni - ha vinto due medaglie ai Giochi della solidarietà islamica e la prima medaglia d'oro maschile per il Suriname nella storia dei Campionati sudamericani, vincendo in Paraguay. Van Assen replica il successo nel 2018 ai Giochi sudamericani, mentre è stata di bronzo la medaglia guadagnata ai Campionati sudamericani di Lima.

## Palmarès
| Anno | Manifestazione                    | Sede              | Evento         | Risultato | Prestazione | Note                          |
| ---- | --------------------------------- | ----------------- | -------------- | --------- | ----------- | ----------------------------- |
| 2012 | Giochi CARIFTA U17                | Hamilton          | Salto in alto  | 6º        | 1,85 m      |                               |
| 2012 | Giochi CARIFTA U17                | Hamilton          | Salto triplo   | 2º        | 14,57 m     | OC                            |
| 2013 | Giochi CARIFTA U17                | Nassau            | Salto in alto  | Oro       | 2,03 m      |                               |
| 2013 | Giochi CARIFTA U17                | Nassau            | Salto triplo   | Oro       | 15,19 m     |                               |
| 2013 | Mondiali allievi                  | Donec'k           | Salto triplo   | Finale    | nm          |                               |
| 2014 | Giochi sudamericani               | Santiago del Cile | Salto in lungo | 9º        | 7,20 m      |                               |
| 2014 | Giochi sudamericani               | Santiago del Cile | Salto triplo   | 4º        | 15,54 m     | Miglior prestazione personale |
| 2014 | Giochi CARIFTA U20                | Fort-de-France    | Salto in lungo | Bronzo    | 7,12 m      |                               |
| 2014 | Giochi CARIFTA U20                | Fort-de-France    | Salto triplo   | Oro       | 16,33 m     |                               |
| 2014 | Campionati CAC juniores U18       | Morelia           | Salto triplo   | Oro       | 16,01 m     |                               |
| 2014 | Mondiali juniores                 | Eugene            | Salto triplo   | 11º       | 15,51 m     |                               |
| 2014 | Giochi olimpici giovanili         | Nanchino          | Salto triplo   | Oro       | 16,15 m     |                               |
| 2015 | Giochi CARIFTA U20                | Basseterre        | Salto triplo   | Oro       | 16,24 m     |                               |
| 2015 | Giochi panamericani               | Toronto           | Salto triplo   | 7º        | 16,25 m     |                               |
| 2016 | Giochi CARIFTA U20                | Saint George's    | Salto in lungo | Oro       | 7,66 m      |                               |
| 2016 | Mondiali juniores                 | Bydgoszcz         | Salto triplo   | 8º        | 15,75 m     |                               |
| 2017 | Giochi della solidarietà islamica | Baku              | Salto in lungo | Argento   | 7,63 m      |                               |
| 2017 | Giochi della solidarietà islamica | Baku              | Salto triplo   | Bronzo    | 16,64 m     |                               |
| 2017 | Campionati sudamericani           | Asunción          | Salto triplo   | Oro       | 16,94 m     |                               |
| 2017 | Mondiali                          | Londra            | Salto triplo   | 23º (q)   | 16,38 m     |                               |
| 2018 | Giochi sudamericani               | Cochabamba        | Salto triplo   | Oro       | 16,81 m     |                               |
| 2018 | Giochi CAC                        | Barranquilla      | Salto triplo   | Bronzo    | 16,96 m     | Record nazionale              |
| 2019 | Campionati sudamericani           | Lima              | Salto triplo   | Bronzo    | 16,11 m     |                               |
| 2020 | Campionati sudamericani indoor    | Cochabamba        | Salto in lungo | 8º        | 7,25 m      | Record nazionale              |
| 2021 | Campionati sudamericani           | Guayaquil         | Salto triplo   | Bronzo    | 16,73 m     |                               |